# Chá coreano

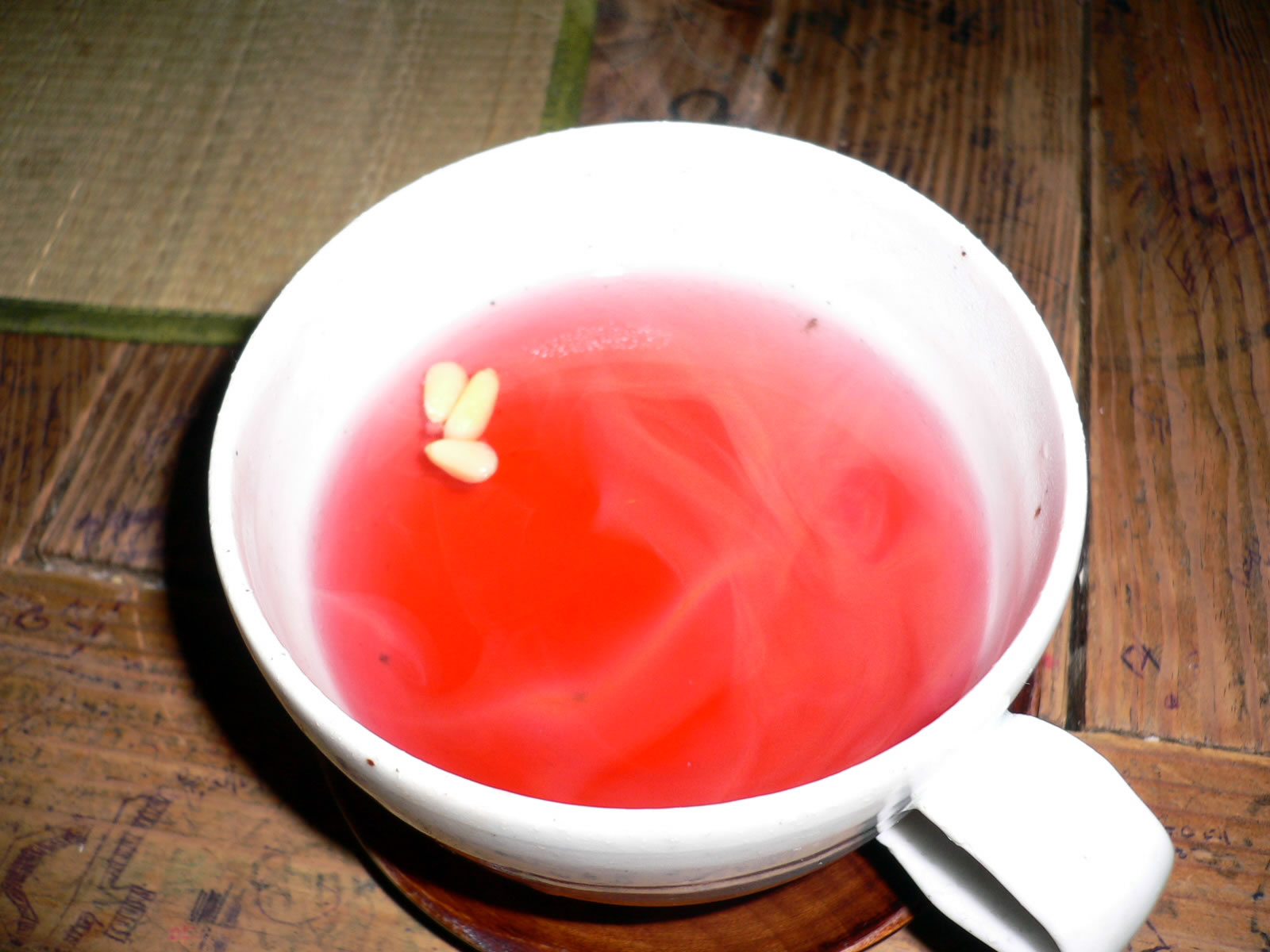
Chávena de de omija cha, chá coreano de ervas elaborado com frutos de Schisandra chinensis.

O chá coreano ou cha (차;茶) é uma variedade de tisana que se pode servir quente ou fria. Não é um simples chá pois pode conter diversos tipos de ingredientes como frutas, folhas, raízes e especiarias que se usam na medicina tradicional coreana.

## História do chá coreano

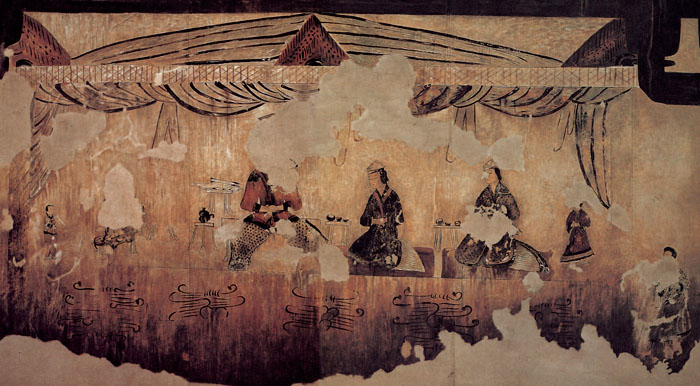
Em Gakjeochong, no interior de um túmulo do século V ou VI em Koguryŏ pode-se ver a imagem de um homem a beber uma chávena de chá junto a duas senhoras.

O primeiro documento histórico sobre oferendas de chá a deuses ancestrais é um que descreve um ritual em 661 de uma oferenda de chá ao espírito do Rei Suro, o fundador do reino de Geumgwan Gaya (42-562). Documentos pertencentes à dinastia Goryeo (918-1392) assinalam que as oferendas de chá eram feitas em templos budistas para os espíritos de monges venerados.
Durante a Dinastia Joseon (1392-1910), a família real Yi e membros da aristocracia utilizavam chá em rituais, e o dia do “ritual do chá” era uma cerimónia que se fazia em qualquer dia, enquanto o “ritual especial do chá” se reservava para ocasiões específicas. Não se encontrou esta peculiaridade e outros países.
Até finais da dinastia Joseon, o povo coreano começou a imitar o uso do chá para realizar rituais ancestrais, usando como exemplo a cultura chinesa seguindo os ensinamentos do texto de Zhu Xi Cerimónias familiares.